# Jugendarbeitslosigkeit
Jugendarbeitslosigkeit ist ein Spezialfall der Arbeitslosigkeit. Wer als junger Arbeitsloser gilt, richtet sich nach der Standarddefinition der Internationalen Arbeitsorganisation (ILO) (s. u).

## Begriffsdefinitionen
Gemäß Definition der Vereinten Nationen (und damit auch der UN-Sonderorganisation ILO) werden unter dem Begriff Jugendliche „Menschen zwischen 15 und 24 Jahren“ verstanden. Mehr als 18 Prozent der Weltbevölkerung sind nach dieser Definition „Jugendliche“.
In der Europäischen Union werden seit 2010 junge Menschen, die weder eine Arbeit haben noch eine schulische oder berufliche Ausbildung absolvieren, als „NEETs“ bezeichnet („Not in Education, Employment or Training“). Als NEETs gelten alle Jugendlichen im Sinne der ILO, die „arbeitslos oder inaktiv“ (ebenfalls im Sinne der ILO) sind.
Die Jugendarbeitslosenquote berechnet sich auf Basis der Gesamtheit aller Jugendlichen abzüglich derer, die sich in Ausbildung oder Studium befinden bzw. aus anderen Gründen dem Arbeitsmarkt nicht zur Verfügung stehen.
Abweichend von dieser Definition spricht der Europäische Rechnungshof in seinem „Sonderbericht 5/2017“ einerseits von „Arbeitslosen in Ausbildung“, andererseits von „Nichterwerbstätigen in schulischer Ausbildung“; dabei rechnet er beide Gruppen nicht der Gruppe der NEETS zu.
Grundsätzlich gilt es, bei der statistischen Erfassung von Arbeitslosigkeit zwei unterschiedliche, relevante Zahlenwerke auseinanderzuhalten: zum einen die international gebräuchliche Statistik der Internationalen Arbeitsagentur (ILO). Nach ihr sind solche Personen erwerbslos, die aktiv Arbeit suchen, dem Arbeitsmarkt kurzfristig zur Verfügung stehen und keinerlei bezahlter Arbeit nachgehen – unabhängig davon, ob sie arbeitslos gemeldet sind. Daneben gibt es nationale Statistiken mit anderen Kriterien. Innerhalb Deutschlands beispielsweise ist die Arbeitsmarktstatistik der Bundesagentur für Arbeit (BA) ausschlaggebend. Arbeitslos sind ihr zufolge solche Personen, die als arbeitslos registriert sind und grundsätzlich für einen Job in Frage kommen.

## Ausmaß der Jugendarbeitslosigkeit

### Welt
In den Jahren 2013 bis 2015 sank die Zahl jugendlicher Arbeitsloser trotz wachsender Weltbevölkerung weltweit. Die Zahl arbeitsloser Jugendlicher nimmt seit 2016 zu. In diesem Jahr betrug sie 71 Millionen Menschen. Die Jugendarbeitslosigkeitsquote betrug 2016 durchschnittlich 13,1 %. In den arabischen Ländern und in Nordafrika lag sie bei 30 Prozent. In Nordafrika hatten nur 30 Prozent der jungen Frauen 2016 Zugang zum Arbeitsmarkt.
In der Folge der COVID-19-Pandemie im Frühjahr 2020 haben laut dem Ergebnis einer Umfrage der ILO 17 Prozent der jungen Leute zwischen 18 und 29 Jahren (auch 26- bis 29-Jährige waren von der ILO befragt worden) ihre Arbeit verloren. Auch Aus- und Weiterbildungsmaßnahmen wurden abgebrochen. Es wurde damals vermutet, dass die Jugendarbeitslosigkeitsquote 2020 weltweit von 13,6 % (2019) auf ca. 20 % ansteigen werde. Diejenigen, die 2020 ein Studium oder eine Ausbildung beenden, müssen bei einer vermutlich nur langsamen Erholung der Wirtschaft mit größerer Konkurrenz rechnen, weil sie sich in den kommenden Monaten und Jahren zeitgleich mit nachfolgenden Jahrgängen Studierender um einen Arbeitsplatz bewerben müssen.

### Europäische Staaten

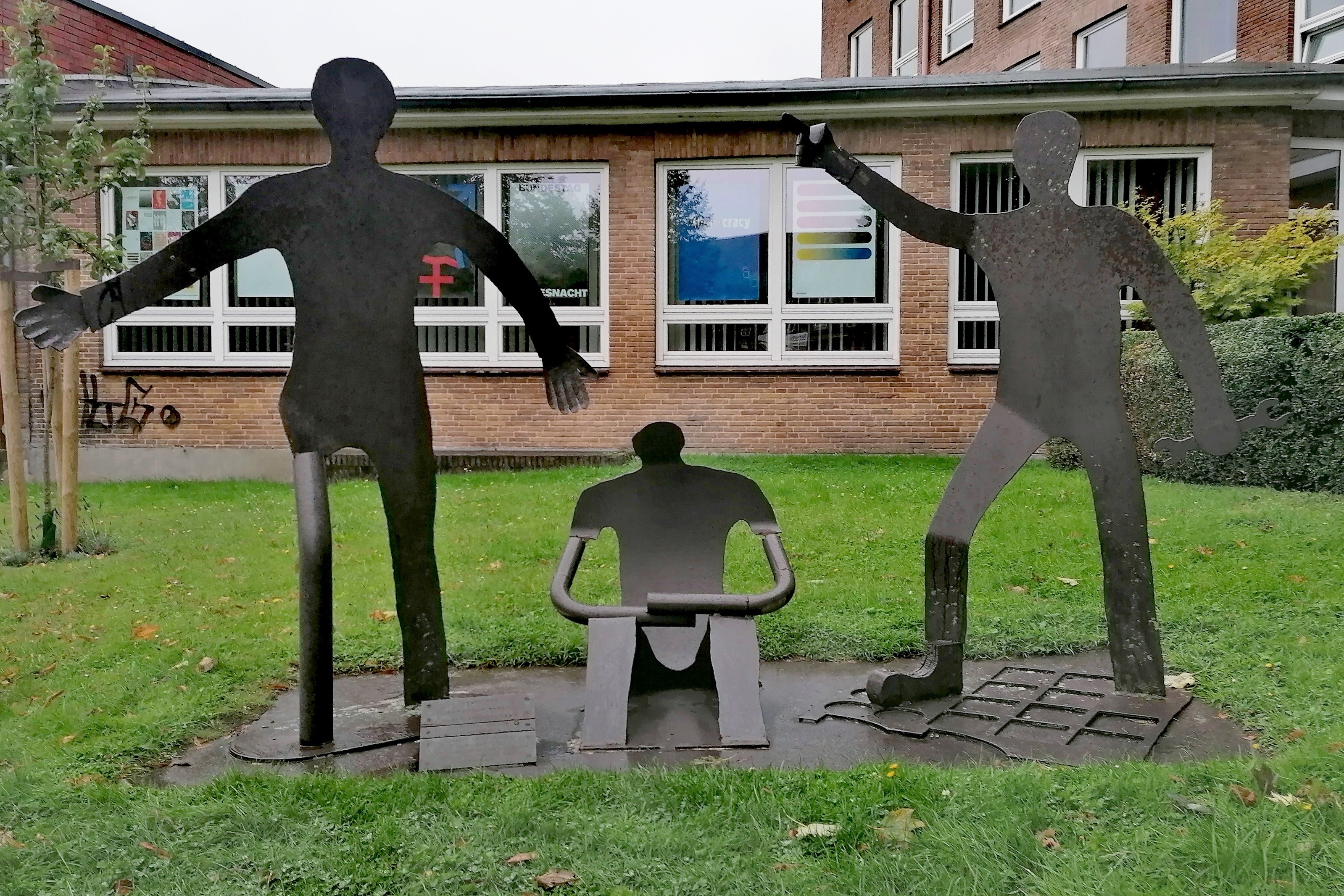
„Jugendliche gemeinsam gegen Jugendarbeitslosigkeit“ 1. Ausbildungsj. Flender-Werft 97/98

Von den 1990er Jahren bis 2014 betrug die durchschnittliche Jugendarbeitslosenquote in den Mitgliedsstaaten der EU nie weniger als 15 Prozent.

#### Situation 2011
Im Jahr 2011 bewertete José Manuel Barroso, damals Präsident der Europäischen Kommission, in einer Rede zur Lage der Europäischen Union das Eingehen auf die Angst der Jugendlichen vor Arbeitslosigkeit als „dringlichste soziale Aufgabe“.
Im Januar 2012 erreichte die Arbeitslosenquote der damals 27 EU-Mitgliedsstaaten ein historisches Rekordhoch von 10,1 %. Die Jugendarbeitslosenquote erreichte 2013 Rekordwerte. In der gesamten EU (ohne das Vereinigte Königreich) waren 2013 24,2 %, in Griechenland im April 2013 62,5 % der Jugendlichen arbeitslos.

#### Situation 2016
Die Lage innerhalb der Europäischen Union war 2016 durch extreme Unterschiede gekennzeichnet: Während Deutschland nur eine Quote von 7,9 % jugendlicher Arbeitsloser verkraften musste (den niedrigsten Wert innerhalb der EU), waren damals in Spanien 49,9 % aller Jugendlichen arbeitslos.

#### Situation 2020
Der Informationsdienst Wissenschaft sah im Juli 2020 in der COVID-19-Krise eine Kombination aus einer starken Rezession und einem forcierten Wandel der Wirtschaftsstruktur der EU-Mitgliedsstaaten. Er schätzt die Folgen für junge Ausbildungsplätze und Arbeit Suchende ab 2020 folgendermaßen ein: „Der wirtschaftliche Abschwung wird mit strukturellen Veränderungen innerhalb der Wirtschaft verbunden sein und die Unternehmen werden die Digitalisierung und Automatisierung vorantreiben. Diese Entwicklung wird den Wandel hin zum Dienstleistungssektor und zu mittleren und höheren Qualifikationen weiterhin vorantreiben. Arbeitsplätze für gering qualifizierte werden verstärkt abgebaut, was zu höheren Arbeitslosenquoten für solche Qualifikationen führt, während die Beschäftigung von Mittel- und Höherqualifizierten zunimmt. Junge Menschen profitieren einerseits weniger von Beschäftigungswachstum und sind andererseits stärker vom Verlust von Arbeitsplätzen beeinträchtigt. Zudem benötigen sie längere Ausbildungszeiten, um sich besser zu qualifizieren.“
Die höchsten Quoten nach Beginn der COVID-19-Pandemie wurden im Dezember 2020 gemeldet.
Die COVID-19-Krise erwies sich als insofern untypische Krise, als es im Gegensatz zu früheren Krisen in allen Altersgruppen mehr Übergänge von Beschäftigung in Nichterwerbstätigkeit als in Arbeitslosigkeit gab (vor allem in Form der Zahlung von Kurzarbeitergeld für das Ruhenlassen wertschöpfender Tätigkeiten). Damit spiegeln die Arbeitslosenzahlen nur einen kleineren Teil der verlorenen Arbeitsplätze wider.

#### Situation 2021
An den unten angeführten Quoten ist erkennbar, dass einige EU-Mitgliedsstaaten im August 2021, nach dem Einsetzen einer erneuten Wachstumsphase, niedrigere Jugendarbeitslosenquoten aufwiesen als im März 2020, andere Staaten hingegen die COVID-19-Krise noch nicht überwunden hatten. Im Durchschnitt der Staaten der Eurozone wurde das Niveau vom März 2020 noch nicht erreicht: In der Eurozone waren im August 2021 16,2 % der Jugendlichen arbeitslos (15,2 % im März 2020), in der EU als Ganzer im August 2021 16,4 % (15,8 % im März 2020).
Von März 2020 (in Klammern)  bis August 2021 entwickelte sich die Jugendarbeitslosigkeitsquote in den einzelnen Staaten der Europäischen Union folgendermaßen:
Spanien 33,0 % (33,1 %), Griechenland 30,8 % (32,4 %), Italien 27,3 % (28,0 %), Schweden 24,4 % (21,1 %), Kroatien 23,7 % (16,2 %), Portugal 22,6 % (18,9 %), Zypern 20,1 % (15,2 %), Frankreich 19,9 % (20,4 %), Litauen 19,5 % (15,7 %), Rumänien 19,5 % (17,7 %), Belgien 19,3 % (14,5 %), Estland 19,2 % (9,6 %), Finnland 17,4 % (20,6 %), Slowakei 17,2 % (16,1 %), Irland 16,9 % (13,2 %), Bulgarien 16,7 % (13,3 %), Luxemburg 16,4 % (19,9 %), Ungarn 15,8 % (11,3 %), Slowenien 14,7 % (7,9 %), Lettland 12,8 % (12,1 %), Österreich 11,6 % (9,3 %), Polen 11,2 % (8,1 %), Malta 10,8 % (10,4 %), Tschechien 8,8 % (6,2 %), Dänemark 8,4 % (11,0 %), Deutschland 7,5 % (5,7 %) und Niederlande 7,4 % (6,3 %).

#### Situation 2022
Im September 2022 betrugen die Jugendarbeitslosenquoten in Spanien 32,1 %, Griechenland 28,5 %, Italien 23,7 %, Rumänien 22,8 %, Schweden 22,1 %, Zypern 21,7 %, Slowakei 21,4 %, Finnland 18,0 %, Belgien 18,0 %, Portugal 17,9 %, Estland 17,7 %, Luxemburg 17,3 %, Lettland 17,0 %, Frankreich 15,6 %, Kroatien 15,5 %, Bulgarien 14,1 %, Slowenien 13,1 %, Dänemark 12,9 %, Irland 12,2 %, Litauen 11,6 %, Österreich 11,5 %, Malta 10,7 %, Ungarn 10,1 %, Polen 9,0 %, Niederlande 8,4 %, Tschechien 8,3 und Deutschland 5,7 %.
Trotz des Überfalls Russlands auf die Ukraine am 24. Februar 2022 und des Boykotts russischen Erdgases und Erdöls lag die durchschnittliche Jugendarbeitslosenquote in der EU im September 2022 sowohl unterhalb des Niveaus vor Beginn der COVID-19-Pandemie als auch des Niveaus vor Beginn der Sanktionen gegen Russland (14,6 %).

#### Situation 2025
Im Januar 2025 betrugen die Jugendarbeitslosenquoten in Spanien 25,3 %, Schweden 24,7 %, Luxemburg 21,6 %, Griechenland 19,5 %, Portugal 19,5 %, Finnland 19,1 %,  Estland 18,9 %, Italien 18,7 %, Frankreich 18,6 %, Slowakei 16,7 %, Dänemark 16,1 %, Litauen 14,1 %, Ungarn 13,8 %, Lettland 12,8 %, Irland 11,9 %, Österreich 11,2 %, Polen 10,4 %, Tschechien 10,4 %, Niederlande 10,4 %, Bulgarien 10,1 %, Malta 10,0 %, und Deutschland 6,4 %. Insgesamt setzte sich der allgemeine Trend eines Sinkens der Jugendarbeitslosenquoten fort. Eine höhere Jugendarbeitslosenquote als 30 % gibt es 2025 in den Staaten der EU nur noch für einzelne Regionen innerhalb der Staaten. Allerdings verharrten in den 2020er Jahren die Jugendarbeitslosenquoten in den EU-Mitgliedsstaaten unter den skandinavischen Ländern auf hohem Niveau (Finnland und Schweden) oder stiegen an (Dänemark).

#### Deutschland
Im November 2019 zog die Zeitschrift Capital eine insgesamt positive Bilanz der Entwicklung der Jugendarbeitslosigkeit in Deutschland: „Junge Menschen zwischen 15 und 24 Jahren waren 2018 so selten erwerbslos wie noch nie im wiedervereinigten Deutschland.“ Es ist allerdings zu berücksichtigen, dass diese Quote fast doppelt so hoch ausfiel wie die Arbeitslosenquote unter allen Erwerbspersonen in Deutschland (3,4 %). Der Anteil der Arbeitslosen unter den Jugendlichen sank von 15,2 % im Jahr 2005 auf 6,2 % im Jahr 2018. Selbst in den „neuen Bundesländern“ war die Jugendarbeitslosigkeitsquote niedriger als im Durchschnitt aller EU-Staaten (8,6 %). Alle genannten Zahlen beziehen sich auf Zeiträume vor Ausbruch der COVID-19-Pandemie.
Im Zuge der COVID-19-Pandemie hingegen bestand die Gefahr der Entstehung einer „Lockdown-Generation“ auch in Deutschland. Jobs und Ausbildungsplätze brachen weg. Von den unter 25 Jahre alten Arbeitnehmern haben bis zum 10. April 2020 8,7 % ihren Arbeitsplatz verloren, während die meisten Arbeitnehmer älterer Jahrgänge in Krisenbranchen durch Kurzarbeit vor sofortiger Arbeitslosigkeit geschützt werden konnten. Es könnte Jahrzehnte dauern, bis heute 15- bis 25-Jährige in Deutschland die bis zum März 2020 übliche Kaufkraft bei damals Gleichaltrigen erzielen können.
2022 bewertete es Kornelia Haugg, Staatssekretärin im Bundesministerium für Bildung und Forschung auf der Grundlage der Bildungsstudie 2022 der OECD negativ, dass es in Deutschland unter den 25- bis 34-jährigen im Jahr 2021 1,5 Millionen Menschen ohne Berufsabschluss gab. Das entspricht 14 % der entsprechenden Geburtsjahrgänge, mit steigender Tendenz. Die Staatssekretärin stellt die These auf, dass diese Menschen mangels nachgefragter Qualifikationen „uns auf dem Arbeitsmarkt nicht zur Verfügung stehen.“ Da die Anforderungen an Arbeitskräfte tendenziell zunehmen, ist diese Aussage erst recht auf heute noch Jugendliche anwendbar.

#### Spanien
Seit Jahren ist die Jugendarbeitslosigkeitsquote im europäischen Vergleich in Spanien besonders hoch. Bereits vor der Eurokrise lag sie bei ca. 20 Prozent. Unmittelbar vor Beginn der COVID-19-Pandemie war in keinem Staat der EU die Jugendarbeitslosigkeitsquote höher als in Spanien. Während der COVID-19-Pandemie überschritt sie die 40-Prozent-Marke.
Auffällig ist es, dass in Spanien seit Längerem auch viele gut gebildete junge Menschen von Arbeitslosigkeit betroffen sind. Viele junge Arbeitslose in Spanien sind also (anders als etwa in Deutschland) nicht unterqualifiziert, sondern verfügen über Qualifikationen, die von den meisten Betrieben nicht nachgefragt werden.
Im Jahr 2025 gibt es in Spanien immer noch die höchste Jugendarbeitslosenquote in der EU. Jedoch sinkt tendenziell deren Wert auch hier, im Gegensatz zu mehreren wohlhabenden Staaten, darunter auch Luxemburg.

## Ursachen der Arbeitslosigkeit bei Jugendlichen
Im Fall der Jugendarbeitslosigkeit gibt es dieselben Typen von Arbeitslosigkeit wie bei der allgemeinen Arbeitslosigkeit: die saisonale, die friktionelle, die konjunkturelle und die strukturelle Arbeitslosigkeit.
- Saisonale Arbeitslosigkeit entsteht dadurch, dass bestimmte Tätigkeiten in der „falschen“ Jahreszeit nicht benötigt werden (z. B. Skilehrer im Sommer oder Bademeister im Freibad im Winter). Dieses Phänomen ist auch bei jungen Menschen zu beobachten, deren befristeter Job mit der Saison endet.
- Friktionelle Arbeitslosigkeit ist zumeist wenig dramatisch. Sie entsteht, wenn nicht ein Lebensabschnitt nahtlos in den anderen übergeht. Die Betroffenen wissen zumeist, wie es wenige Wochen oder Monate in Ausbildung oder Beruf weitergeht. Die Arbeitslosmeldung ist zumeist erforderlich, um Lohnersatzleistungen erhalten zu können.
- Die konjunkturelle Arbeitslosigkeit entwickelt sich parallel zur Entwicklung des Bruttoinlandsprodukts. Konjunkturzyklen machen sich nicht nur bei der allgemeinen Arbeitslosenquote in einem Gebiet bemerkbar, sondern auch bei der dortigen Jugendarbeitslosigkeitsquote. In Phasen starken Wirtschaftswachstums sinken die Quoten, in Phasen schwachen Wachstums und in Rezessionsphasen steigen sie. Bislang ist es trotz der Jugendgarantie in der EU nicht gelungen, einen Anstieg der Jugendarbeitslosenquote in Zeiten des Wirtschaftsabschwungs zu verhindern.
- Die strukturelle Arbeitslosigkeit ist das Ergebnis einer Veränderung der Wirtschaftsstruktur als Ganzer. So ist es z. B. absehbar, dass im Zuge des Kohleausstiegs immer weniger Bergleute benötigt werden. In den vergangenen Jahrzehnten mussten viele Bergleute umgeschult werden. Aktuell mahnt Nicolas Schmit, Kommissar für Beschäftigung, Soziales und Integration in der EU-Kommission, dass junge Menschen, die heute auf den Arbeitsmarkt kommen, (aber nicht nur sie) über ein Mindestmaß an digitalen bzw. Computerkenntnissen verfügen müssten.[23]

Die Jugendarbeitslosigkeitsquote steigt vor allem, wenn nicht genügend Schulentlassene einen Ausbildungsplatz finden, wenn Jugendliche nach Abschluss ihrer Ausbildung keine Erwerbstätigkeit aufnehmen können oder wenn befristete Beschäftigungsverhältnisse auslaufen.  Abgesehen davon sind junge Menschen öfter als ältere von prekären Formen der Arbeit betroffen, was ihren Arbeitgebern in Krisenzeiten eine relativ schnelle Entlassung ermöglicht. Der Anteil befristeter Arbeitsverhältnisse betrug EU-weit 2021 bei Jugendlichen 49 % aller Arbeitsverhältnisse, bei den über 25-Jährigen hingegen nur 7 Prozent. Zu berücksichtigen ist, dass nur ein Teil aller Auszubildenden in Deutschland die Zusage erhält, dass die Berufsausbildung in ein unbefristetes Arbeitsverhältnis übergeht. Lehrverträge begründen regelmäßig befristete Arbeitsverhältnisse.

### Deutschland
Die Jugendarbeitslosenquote in Deutschland ist vor allem deshalb relativ niedrig, weil dem deutschen Arbeitsmarkt auf Dauer nur relativ wenige junge Nachwuchskräfte zur Verfügung stehen. Zählte die amtliche Statistik 1991 noch 10,3 Millionen Menschen in der Altersgruppe der 15- bis 25-Jährigen (13 % der Bevölkerung), waren es 2018 nur 8,6 Millionen (10 %).
Als weiterer Grund für die relativ niedrige Jugendarbeitslosigkeitsquote wird das duale System der Berufsausbildung angeführt. Es führt dazu, dass die Jugendlichen ihr Schulwissen im Unternehmen sofort erproben können und am Ende ihrer Ausbildung direkt als vollwertige Arbeitskraft einzusetzen sind.
Die Jugendarbeitslosigkeitsquote ist in Deutschland schließlich auch deshalb relativ niedrig, weil viele junge Menschen, die einen Ausbildungs- oder Arbeitsplatz suchen, nicht als Arbeitslose gezählt werden. Viele – vor allem solche mit niedrigen schulischen Qualifikationen – gelangen in den sogenannten Übergangsbereich, in dem sie einen Schulabschluss nachholen oder verbessern können, um ihre Chancen auf einen Ausbildungsplatz zu erhöhen. Dabei werden diverse Instrumente eines Systems der Benachteiligtenförderung angewandt. Da ein reibungsloser Übergang nicht allen Jugendlichen gelingt, wird der Übergangsbereich auch als eine Art Warteschleife kritisiert, der sich diejenigen Jugendlichen ohne Ausbildungsstelle nicht entziehen dürfen, die ihre Berufsschulpflicht noch nicht vollständig erfüllt haben, d. h. die vor weniger als zwölf Jahren eingeschult wurden.
In Deutschland bleiben vor allem solche Jugendliche arbeitslos, die den Anforderungen eines anspruchsvoller werdenden Berufslebens nicht bzw. nur eingeschränkt gerecht werden können. Das trifft nicht nur auf junge Menschen ohne Schulabschluss zu; einfache Schulabschlüsse werden tendenziell entwertet, was dazu führt, dass das duale Ausbildungssystem zusehends weniger in der Lage ist, auch gering qualifizierte Jugendliche erfolgreich weiterzuvermitteln.
Die Anzahl von Schulabgängern im Übergangssystem, die keinen Schulabschluss vorweisen können, hat im Vergleich zu den frühen 2000er Jahren stark zugenommen (2017 seien es 70.000 Schulabgänger gewesen, im Vergleich zu 50.000 im Jahr 2014 und 25.000 im Jahr 2003). Aber auch die Anzahl von jungen Menschen mit Real- und Hauptschulabschluss im Übergangssystem habe absolut zugenommen. Lediglich Hochschulabsolventen hätten im Jahr 2021 in Deutschland ein höheres Beschäftigungsniveau als noch in den 2000ern verzeichnen können.
Es zeigt sich auch, dass junge Arbeitnehmer in Deutschland nach Abschluss ihrer Berufsausbildung nicht nur durch einen Mangel an Berufserfahrung benachteiligt sind. Die meisten von ihnen erhielten Anfang der 2020er Jahre keine feste Anstellung; davon Betroffene sind leicht kündbar. So lässt sich die oben angeführte relativ hohe Quote von kurzfristig Entlassenen nach Beginn der COVID-19-Pandemie erklären.
Im weiteren Verlauf der 2020er Jahre verbesserte sich zwar insgesamt die Lage junger Menschen mit einem Realschul- und Gymnasial- sowie mit einem Berufsabschluss in Deutschland. Jedoch erhöhte sich bis Dezember 2024 der Anteil junger Menschen ohne Ausbildungsabschluss unter den Personen, die in der Jugendarbeitslosenquote Deutschlands berücksichtigt sind, auf über drei Viertel.

### Spanien
Wie auch andere südeuropäische Länder hatte Spanien Mühe, die Folgen der weltweiten Wirtschafts- und Finanzkrise ab 2007 zu bewältigen. Insbesondere der Bausektor und die Tourismusbranche, die vor der Krise ein starkes Wachstum erlebt hatten, waren davon betroffen. Die Staatsverschuldung stieg in dieser Zeit auf bis zu 100 Prozent des Bruttoinlandsprodukts an und die inländische Nachfrage brach ein. Dass Spanien sich nur so langsam von den Krisenjahren erholt, liegt vor allem an der schwachen Wirtschaftsstruktur des Landes. Der Großteil der spanischen Firmen hat weniger als 20 Angestellte, die Hälfte sind sogar Ein-Mann-Betriebe. Es fehlen wichtige Strukturen der Aus- und Weiterbildung, um die Arbeitslosigkeit zu bekämpfen; staatliche Investitionen in diesem Bereich werden durch die noch immer hohe Staatsverschuldung erschwert.
Der Ökonom Florentino Felgueroso kritisierte 2016, dass Spanien der einzige Staat in der EU sei, der keine genauen Profile der Arbeitssuchenden angelegt habe. Obwohl es in Spanien sechs Millionen Arbeitslose gebe, gebe es dort keine Übersichten darüber, über welche konkreten Fähigkeiten und Fertigkeiten einzelne jungen Bewerber um einen Arbeitsplatz verfügen. Es gebe zudem weniger Jobberater als vor der Wirtschafts- und Finanzkrise. Bis 2007, als es noch leicht gewesen sei, durch Jobben auf Baustellen Geld zu verdienen, habe es 35 Prozent Schulabbrecher unter jungen Arbeitnehmern gegeben.
Das Handelsblatt behauptete im Februar 2018, dass 80 Prozent der jungen Spanier der Arbeitslosigkeit dadurch zu entgehen versuchten, dass sie ein Hochschulstudium begännen. Sollte diese Behauptung zutreffen, dann wäre die hohe Jugendarbeitslosigkeitsquote Spaniens auch dadurch zu erklären, dass maximal 20 Prozent der unter 18-Jährigen und der sehr jungen Erwachsenen dem Arbeitsmarkt zur Verfügung stünden und das Problem der gescheiterten Arbeitsaufnahme nicht so gravierend wäre, wie es die hohe Arbeitslosenquote suggeriert. Außerdem wird auf keinem Arbeitsmarkt der Welt ein so hoher Anteil von „Menschen mit Hochschulerfahrung“ nachgefragt, wie das spanische Bildungssystem anbieten kann, was die hohe Arbeitslosenquote von Hochschulabsolventen erklären würde.

## Diskussion und Kritik

### Legitimation der gesonderten Betrachtung junger Menschen
Die Situation junger Menschen wird oft deshalb gesondert betrachtet, weil
- die Höhe der Jugendarbeitslosigkeitsquote in vielen Ländern von der allgemeinen Arbeitslosigkeitsquote (nach oben) abweicht,
- die Gründe und Ursachen der Jugendarbeitslosigkeit sich von denen älterer Arbeitsloser unterscheiden,
- abweichende Maßnahmen zur Bekämpfung der Jugendarbeitslosigkeit gegenüber der allgemeinen Arbeitslosigkeit diskutiert werden und
- die Wirkung von Jugendarbeitslosigkeit als gravierender empfunden wird.

### Jugendarbeitslosigkeitsquote vs. Jugendarbeitslosenanteil
Die Fokussierung auf die Jugendarbeitslosenquote wird kritisiert, da sie die besondere Situation der jugendlichen Altersgruppe nicht berücksichtigt und so zu falschen Schlüssen führen kann. So befinden sich im Alter zwischen 15 und 24 Jahren ein großer Teil der Personen in Ausbildung oder Studium, was die Grundgesamtheit, auf die sich die Quote berechnet, deutlich verkleinert. Die Arbeitslosenquote ist dadurch bei Jugendlichen stets höher als in anderen Altersgruppen, selbst wenn die zugrunde liegenden absoluten Zahlen identisch sind. Dies führt so weit, dass die Jugendarbeitslosenquote umso stärker steigt, je mehr Jugendliche ein Studium oder eine Ausbildung aufnehmen. Die tatsächliche Situation wird so verzerrt dargestellt.
Andersherum betrachtet: Jugendliche werden dann in der Arbeitslosenstatistik berücksichtigt, wenn sie schon in relativ jungen Jahren gerade das Bildungssystem verlassen haben und ihnen zu diesem Zeitpunkt erlaubt wird, sich dem Arbeitsmarkt zur Verfügung zu stellen (was z. B. in Deutschland dadurch verhindert wird, dass Jugendliche dann keinen Vollzeitjob als Unqualifizierte antreten dürfen, wenn ihr Einschulungstermin weniger als zwölf Jahre zurückliegt, da sie noch der Berufsschulpflicht unterliegen). Wenn Jugendliche relativ früh von der Schule abgehen, sind sie in der Regel vergleichsweise schlecht qualifiziert. Ihre Chancen auf dem Arbeitsmarkt sind nicht repräsentativ für die langfristigen Arbeitsmarktchancen ihrer Altersgruppe. Zu einer „qualifikatorischen Verzerrung“ der Statistik kommt es dann, wenn sehr junge Schulabgänger einen unbeschränkten Zugang zum Arbeitsmarkt haben und als „Arbeitslose“ gezählt werden.
Zur Vermeidung der o. g. statistischen Verzerrungen wird die Verwendung der Kategorie Jugendarbeitslosenanteil vorgeschlagen, der die Gesamtheit aller Jugendlichen als Grundlage hat und damit sich in Ausbildung oder Studium befindliche Personen einschließt. Der Jugendarbeitslosenanteil betrug im vierten Quartal 2012 in der Europäischen Union 9,7 % (die Quote dagegen 23,2 %), in Griechenland 16,1 % und in Spanien 20,6 % (die entsprechenden Quoten 57,9 % bzw. 55,2 %). Die gesellschaftliche Debatte wird jedoch von der Jugendarbeitslosenquote dominiert, was inzwischen auch von der europäischen Statistikbehörde Eurostat, die beide Zahlen veröffentlicht, kritisiert wurde.

## Maßnahmen zur Verbesserung der Lage junger Arbeitsloser
Im April 2017 warnte David Lam von der University of Michigan und dem Forschungsinstitut zur Zukunft der Arbeit (IZA) vor der Annahme, in Ländern mit einem Rückgang der Zahl Jugendlicher und junger Erwachsener werde die Arbeitslosigkeitsquote von selbst abnehmen. Weltweite empirische Studien hätten ergeben, dass zwar im Prinzip „größere Jugendkohorten schlechtere Arbeitsmarktchancen haben“ als kleinere; trotzdem gebe es auch ärmere Länder, in denen trotz eines Rückgangs des Anteils junger Menschen an der Erwerbsbevölkerung ihre Arbeitslosigkeitsquote nicht sinke. Die oben genannten Quoten in europäischen Staaten seien auch in solchen Staaten anzutreffen, wo der Anteil Jugendlicher an der Bevölkerung sinke oder konstant niedrig sei.

### Deutschland
Trotz der zunehmenden Integrationsprobleme sind in Deutschland die institutionellen Vorkehrungen dahingehend zu charakterisieren, dass Jugendliche „systematisch“ bei ihrem Übergang von der Schule in den Beruf unterstützt werden. Dabei werden diverse Instrumente eines Systems der Benachteiligtenförderung angewandt.

### Europäische Union
Am 22. April 2013 beschloss der Rat der Europäischen Union, in der EU eine Jugendgarantie einzuführen. Die Jugendgarantie sollte zu einer Situation in den Mitgliedsstaaten der EU führen, „in der die jungen Menschen binnen vier Monaten nach Verlust einer Arbeit oder dem Verlassen der Schule eine hochwertige Arbeitsstelle bzw. weiterführende Ausbildung oder ein hochwertiger Praktikums- bzw. Ausbildungsplatz angeboten wird. Ein Angebot einer weiterführenden Ausbildung könnte auch qualitativ hochwertige Schulungsprogramme, die zu einer anerkannten Berufsqualifikation führen, umfassen.“
Die Jugendgarantie sollte zur Erreichung von drei Zielen der „Strategie Europa 2020“ beitragen: Bis 2020 sollten 75 % der 20- bis 64-Jährigen in Arbeit stehen, die Schulabbrecherquote sollte auf unter 10 % gesenkt und die Zahl der von Armut und sozialer Ausgrenzung betroffenen oder bedrohten Menschen sollte um mindestens 20 Millionen reduziert werden.
Im Oktober 2016 stellte die Europäische Kommission fest, dass 14 Millionen junge Menschen ab 2014 an Jugendgarantie-Programmen teilgenommen hätten; 9 Millionen hätten ein Stellen-, Weiterbildungs- oder Ausbildungsangebot angenommen. Bis 2015 sank die Jugendarbeitslosenquote in der EU um 3,4 Prozentpunkte auf 20,3 %, bis 2019 auf 14 %.
Die DGB-Jugend begrüßte 2012 die Jugendgarantie. Sie mahnte allerdings an, dass „es oberste Priorität […] sein muss, den jungen Menschen individuell zu helfen und sie nicht in unpassenden Maßnahmen zu entsorgen und künstlich aus der Arbeitslosenstatistik herauszurechnen.“
Der Rechnungshof der Europäischen Union kritisierte 2017, dass zwar Fortschritte im Kampf gegen die Jugendarbeitslosigkeit erzielt worden seien. Keiner der besonders betroffenen Staaten habe aber die ursprünglichen Erwartungen erfüllen können.
Auf dem Hintergrund der COVID-19-Pandemie wurde 2020 die Jugendgarantie neu strukturiert. Die EU-Kommission startete die Initiative „Förderung der Jugendbeschäftigung: Eine Brücke ins Arbeitsleben für die nächste Generation“. Es gehe für junge Menschen verstärkt darum, „sich im Umfeld des grünen und digitalen Wandels zu behaupten.“ Die Europäische Ausbildungsallianz, eine Vereinigung von „Regierungen und wichtige[n] Interessengruppen mit dem Ziel, die Qualität, das Angebot und die Attraktivität von Lehrlingsausbildungen in Europa zu stärken und gleichzeitig die Mobilität von Lehrlingen zu fördern“, hat 2020 das Ausbildungsplatzangebot für junge Menschen auf mehr als 900 000 Plätze aufgestockt.